# 친기스 아이트마토프

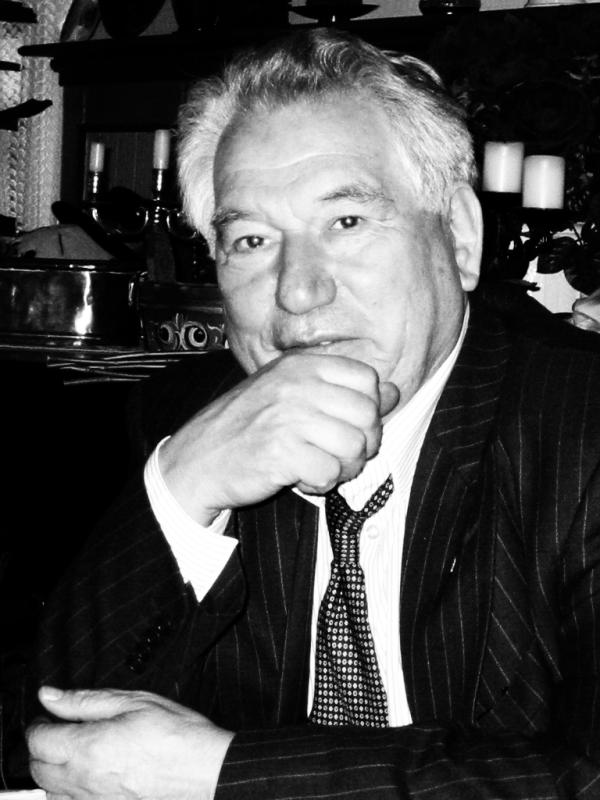
친기스 토레쿨로비치

친기스 토레쿨로비치 아이트마토프(러시아어: Чинги́з Тореку́лович Айтма́тов, 문화어: 친기즈 아이뜨마또브, 1928년 12월 12일 ~ 2008년 6월 10일)는 키르기스스탄의 작가이다. 주로 러시아어와 키르기스어 문학 작품을 남겼으며 키르기스스탄 문학에서 저명한 인물이다.

## 생애
키르기스계 아버지, 타타르계 어머니로부터 태어났다. 1958년에 《자밀라》라는 소설을 냈다. 1980년에는 《The Day Lasts More than a Hundred Years》라는 소설을 처음 냈고, 이어서 1988년에는 《The Scaffold》라는 소설을 냈다. 여러 작품들이 여러 언어로 번역되었다.
2008년 신부전으로 고통을 받다가 2008년 5월 16일 독일 뉘른베르크의 한 병원에 입원했고 2008년 6월 10일 79세의 나이로 폐렴을 이유로 사망하였다.